# Roy Webb
Roy Webb (3 de octubre de 1888 - 10 de diciembre de 1982) fue un compositor estadounidense de música cinematográfica. Fue el autor de la música de más de cien películas y especialmente recordado por sus bandas sonoras de terror, sobre todo las realizadas para Val Lewton.

## Biografía
Nació en la ciudad de Nueva York y estudió en la Universidad de Columbia. Trabajó como compositor y director en Broadway antes de trasladarse a Hollywood en los años veinte para trabajar como director musical de Radio Pictures, más tarde RKO Pictures. Permaneció en la RKO hasta 1955, desde entonces compuso música para cine y televisión. Webb es el autor o arreglista de más de 200 bandas sonoras de películas.  Recibió siete nominaciones para los premios Óscar: Quality Street (1937), My Favorite Wife (1940), I Married a Witch (1942), Joan of Paris (1942), The Fallen Sparrow (1943), The Fighting Seabees (1944) y The Enchanted Cottage (1945). Su concierto para piano de The Enchanted Cottage fue interpretado por la Los Angeles Philharmonic Orchestra, dirigida por Constantin Bakaleinikoff, en concierto de 1945 en el Hollywood Bowl. En 1961, decidió dejar la composición después de un incendio en su casa que destruyó sus manuscritos entre los que se encontraban sus bandas sonoras y composiciones inéditas . Murió en 1982 de un infarto al corazón a la edad de 94 años.

## Selección de películas
- Our Betters (1933)
- Down to Their Last Yacht (1934)
- Sylvia Scarlett (1935, no acreditado)
- Bachelor Mother (1939)
- Curtain Call (1940)
- Stranger on the Third Floor (1940)
- The Magnificent Ambersons (1942). Música adicional (no acreditado).
- The Big Street (1942)
- Cat People (1942)
- Journey into Fear (1943)
- Yo anduve con un zombie-Yo caminé con un zombie (I Walked with a Zombie) (1943)
- The Leopard Man (1943)
- The Falcon in Danger (1943)
- Gangway for Tomorrow (1943)
- The Falcon Out West (1944)
- The Curse of the Cat People (1944)
- Murder, My Sweet (1944)
- Bride by Mistake (1944)
- The Seventh Cross (1944)
- The Enchanted Cottage (1945)
- El ladrón de cuerpos en España y El profanador de tumbas en Hispanoamérica (The Body Snatcher) (1945)
- The Spiral Staircase (1945)
- En Hispanoamérica, Tuyo es mi corazón; en España, Encadenados (Notorius) (1946)
- The Locket (1946)
- Out of the Past (1947)
- They Won't Believe Me (1947)
- Mighty Joe Young (1949)
- The Window (1949)
- Where Danger Lives (1950)
- Infierno en las nubes (Flying Leathernecks) (1951)
- Houdini (1953)
- Track of the Cat (1954)
- Marty (1955)

## Premios y distinciones
Premios Óscar
| Año  | Categoría                                              | Película                 | Resultado |
| ---- | ------------------------------------------------------ | ------------------------ | --------- |
| 1941 | Mejor banda sonora original                            | Mi esposa favorita       | Nominado  |
| 1943 | Mejor banda sonora de una película dramática o comedia | Me casé con una bruja    | Nominado  |
| 1943 | Mejor banda sonora de una película dramática o comedia | Juana de París           | Nominado  |
| 1944 | Mejor banda sonora de una película dramática o comedia | The Fallen Sparrow       | Nominado  |
| 1945 | Mejor banda sonora de una película dramática o comedia | Batallón de construcción | Nominado  |
| 1946 | Mejor banda sonora de una película dramática o comedia | Su milagro de amor       | Nominado  |